# Coppa di Nigeria
La Coppa di Nigeria, nota per ragioni di sponsorizzazione come AITEO Cup, è una competizione calcistica nigeriana. È organizzata dalla Federazione calcistica della Nigeria (NFF) dal 1942. Vede la partecipazione di 74 squadre.
La squadra più titolata è lo Shooting Stars, con 8 vittorie totali.

## Formula
Vi partecipano 74 squadre nigeriane. È una competizione a eliminazione diretta che funge da coppa nazionale, cui le squadre si qualificano tramite le coppe statali: le squadre vincitrici e seconde classificate delle coppe statali si qualificano per il torneo, indipendentemente dal piazzamento ottenuto in campionato. Le 20 squadre peggio piazzate disputano dei play-off in gara secca; le 10 squadre vincitrici dei play-off si uniscono alle altre 54 squadre per formare il tabellone del primo turno della Coppa di Nigeria. Tutte le partite si svolgono in campo neutro.
La squadra che vince la coppa partecipa si qualifica alla Coppa della Confederazione CAF della stagione seguente; se questa squadra è già qualificata a una competizione CAF tramite il piazzamento conseguito nel campionato nigeriano, si qualifica alla Coppa della Confederazione CAF la finalista perdente della Coppa di Nigeria.

## Storia
La manifestazione nacque nel 1942, anche se fu organizzata a partire dal 1945 con il nome di Governor's Cup, come prosecutrice della War Memorial Challenge Cup, che era disputata solo da squadre di Lagos.
Dal 1954 al 1959 fu nota come Nigeria FA Cup', dal 1960 al 1997 come Nigeria Challenge Cup, dal 1998 al 2008 come Coca-Cola FA Cup, dal 2009 al 2016 come Nigeria Federation Cup e dal 2017, per motivi di sponsorizzazione, è conosciuta come AITEO Cup.

## Albo d'oro
| War Memorial Challenge Cup | War Memorial Challenge Cup                          | War Memorial Challenge Cup                          | War Memorial Challenge Cup                             |
| -------------------------- | --------------------------------------------------- | --------------------------------------------------- | ------------------------------------------------------ |
| 1942                       | ZAC Bombers                                         | 1-0                                                 | Services                                               |
| 1943                       | Lagos Marine                                        | 3-2                                                 | RAF                                                    |
| 1944                       | Lagos Railways                                      | 2-0                                                 | Marine                                                 |
| 1945                       | Lagos Railways                                      | 1-1 (4-1)                                           | Lagos United                                           |
| Governor's Cup             |                                                     |                                                     |                                                        |
| 1945                       | Marine                                              | 1-0                                                 | Corinthians                                            |
| 1946                       | Lagos Railways                                      | 3-1                                                 | Port Harcourt FC                                       |
| 1947                       | Marine                                              | 3-1                                                 | Lagos Railways                                         |
| 1948                       | Lagos Railways                                      | 1-0                                                 | Warri                                                  |
| 1949                       | Lagos Railways                                      | 3-0                                                 | Port Harcourt FC                                       |
| 1950                       | Lagos UAC                                           | 3-2                                                 | Port Harcourt FC                                       |
| 1951                       | Lagos Railways                                      | 3-2                                                 | Mighty Jets                                            |
| 1952                       | Lagos PAN Bank                                      | 6-0                                                 | Warri                                                  |
| 1953                       | Kano Pillars                                        | 2-1                                                 | Lagos Dynamos                                          |
| FA Cup                     |                                                     |                                                     |                                                        |
| 1954                       | Calabar                                             | 3-0                                                 | Kano Pillars                                           |
| 1955                       | Port Harcourt FC                                    | 4-1                                                 | Warri                                                  |
| 1956                       | Lagos Railways                                      | 3-1                                                 | Warri                                                  |
| 1957                       | Lagos Railways                                      | 5-1                                                 | Zaria                                                  |
| 1958                       | Port Harcourt FC                                    | 6-0                                                 | Federal United                                         |
| 1959                       | WNDC Ibadan                                         | 1-0                                                 | Police                                                 |
| Challenge Cup              |                                                     |                                                     |                                                        |
| 1960                       | Lagos ECN                                           | 5-2                                                 | WNDC Ibadan                                            |
| 1961                       | WNDC Ibadan                                         | 1-0                                                 | Lagos UAC                                              |
| 1962                       | Police                                              | 1-0                                                 | Mighty Jets                                            |
| 1963                       | Port Harcourt FC                                    | 1-0                                                 | Mighty Jets                                            |
| 1964                       | Lagos Railways                                      | 3-1                                                 | Mighty Jets                                            |
| 1965                       | Lagos ECN                                           | 3-1                                                 | Mighty Jets                                            |
| 1966                       | WNDC Ibadan                                         | beat                                                | Mighty Jets                                            |
| 1967                       | Stationery Stores                                   | 3-1                                                 | Mighty Jets                                            |
| 1968                       | Stationery Stores                                   | 3-1                                                 | Warri                                                  |
| 1969                       | WNDC Ibadan                                         | 5-1                                                 | Warri                                                  |
| 1970                       | Lagos ECN                                           | 3-1                                                 | Mighty Jets                                            |
| 1971                       | WNDC Ibadan                                         | 2-1                                                 | Enugu Rangers                                          |
| 1972                       | Bendel Insurance                                    | 2-2 (3-2, dtr)                                      | Mighty Jets                                            |
| 1973                       | -                                                   |                                                     |                                                        |
| 1974                       | Enugu Rangers                                       | 2-0                                                 | Mighty Jets                                            |
| 1975                       | Enugu Rangers                                       | 1-0                                                 | Shooting Stars                                         |
| 1976                       | Enugu Rangers                                       | 2-0                                                 | Alyufsalam Rocks                                       |
| 1977                       | Shooting Stars                                      | 2-0                                                 | Racca Rovers                                           |
| 1978                       | Bendel Insurance                                    | 3-0                                                 | Enugu Rangers                                          |
| 1979                       | Shooting Stars                                      | 2-0                                                 | Sharks (Port Harcourt)                                 |
| 1980                       | Bendel Insurance                                    | 1-0                                                 | Stationery Stores                                      |
| 1981                       | Enugu Rangers                                       | 2-0                                                 | Bendel Insurance                                       |
| 1982                       | Stationery Stores                                   | 4-1                                                 | Niger Tornadoes                                        |
| 1983                       | Enugu Rangers                                       | 0-0 (5-4, dtr)                                      | DIC Bees                                               |
| 1984                       | Leventis United                                     | 1-0                                                 | Abiola Babes                                           |
| 1985                       | Abiola Babes                                        | 0-0 (6-5, dtr)                                      | BCC Lions                                              |
| 1986                       | Leventis United                                     | 1-0                                                 | Abiola Babes                                           |
| 1987                       | Abiola Babes                                        | 1-1 (7-6, dtr)                                      | Ranchers Bees                                          |
| 1988                       | Iwuanyanwu                                          | 3-0                                                 | Flash Flamingoes                                       |
| 1989                       | BCC Lions                                           | 1-0                                                 | Iwuanyanwu                                             |
| 1990                       | Stationery Stores                                   | 0-0 (5-4, dtr)                                      | Enugu Rangers                                          |
| 1991                       | El-Kanemi Warriors                                  | 3-2                                                 | Kano Pillars                                           |
| 1992                       | El-Kanemi Warriors                                  | 1-0                                                 | Stationery Stores                                      |
| 1993                       | BCC Lions                                           | 1-0                                                 | Plateau Utd                                            |
| 1994                       | BCC Lions                                           | 1-0                                                 | Julius Berger                                          |
| 1995                       | Shooting Stars                                      | 2-0                                                 | Katsina Utd                                            |
| 1996                       | Julius Berger                                       | 1-0 (a.p.)                                          | Katsina Utd                                            |
| 1997                       | BCC Lions                                           | 1-0                                                 | Katsina Utd                                            |
| 1998                       | Wikki Tourists                                      | 0-0 (dts, 3-2 dtr)                                  | Plateau Utd                                            |
| Coca-Cola FA Cup           |                                                     |                                                     |                                                        |
| 1999                       | Plateau Utd                                         | 1-0                                                 | Iwuanyanwu                                             |
| 2000                       | Niger Tornadoes                                     | 1-0                                                 | Enugu Rangers                                          |
| 2001                       | Dolphins                                            | 2-0                                                 | El-Kanemi Warriors                                     |
| 2002                       | Julius Berger                                       | 3-0                                                 | Yobe Desert Stars                                      |
| 2003                       | Lobi Stars                                          | 2-0                                                 | Sharks                                                 |
| 2004                       | Dolphins                                            | 1-0                                                 | Enugu Rangers                                          |
| 2005                       | Enyimba                                             | 1-1 (dts, 6-5 dtr)                                  | Lobi Stars                                             |
| 2006                       | Dolphins                                            | 2-2 (dts, 5-3 dtr)                                  | Bendel Insurance                                       |
| 2007                       | Dolphins                                            | 1-1 (dts, 3-2 dtr)                                  | Enugu Rangers                                          |
| 2008                       | Ocean Boys                                          | 2-2 (dts, 7-6 dtr)                                  | Gombe Utd                                              |
| Federation Cup             |                                                     |                                                     |                                                        |
| 2009                       | Enyimba                                             | 1-0                                                 | Sharks                                                 |
| 2010                       | Kaduna United                                       | 3-3 (dts, 3-2 dtr)                                  | Enyimba                                                |
| 2011                       | Heartland                                           | 1-0                                                 | Enyimba                                                |
| 2012                       | Heartland                                           | 2-1                                                 | Lobi Stars                                             |
| 2013                       | Enyimba                                             | 2-2 (dts, 5-4 dtr)                                  | Warri Wolves                                           |
| 2014                       | Enyimba                                             | 2-1                                                 | Dolphins                                               |
| 2015                       | Akwa Utd                                            | 2-1                                                 | Lobi Stars                                             |
| 2016                       | Ifeanyi Ubah                                        | 0-0                                                 | Nasarawa United (IUFC vincitore dopo i tiri di rigore) |
| AITEO Cup                  |                                                     |                                                     |                                                        |
| 2017                       | Akwa Utd                                            | 0-0 (3-2 dtr)                                       | Niger Tornadoes                                        |
| 2018                       | Enugu Rangers                                       | 3-3 (4-2 dtr)                                       | Kano Pillars                                           |
| 2019                       | Kano Pillars                                        | 0-0 (4-3 dtr)                                       | Niger Tornadoes                                        |
| 2020                       | Cancellata a causa della pandemia di COVID-19       | Cancellata a causa della pandemia di COVID-19       | Cancellata a causa della pandemia di COVID-19          |
| 2021                       | Bayelsa United                                      | 2-2 (4-3 dtr)                                       | Nasarawa United                                        |
| 2022                       | Competizione abbandonata prima dei quarti di finale | Competizione abbandonata prima dei quarti di finale | Competizione abbandonata prima dei quarti di finale    |
| 2023                       | Bendel Insurance                                    | 1-0                                                 | Enugu Rangers                                          |
| 2024                       | El-Kanemi Warriors                                  | 2-0                                                 | Abia Warriors                                          |
| 2025                       | Kwara Utd                                           | 0-0 (4-3 dtr)                                       | Abakaliki                                              |

## Vittorie per squadra
| Squadra                                       | Vittorie |
| --------------------------------------------- | -------- |
| Shooting Stars (compresi Ibadan Lions e WNDC) | 8        |
| Lagos Railways                                | 7        |
| Enugu Rangers                                 | 6        |
| BCC Lions                                     | 4        |
| Dolphins                                      | 4        |
| Stationery Stores                             | 4        |
| Enyimba                                       | 4        |
| Bendel Insurance                              | 4        |
| Heartland (Iwuanyanwu Nationale/Heartland)    | 3        |
| Lagos ECN (poi ridenominato NEPA)             | 3        |
| Port Harcourt FC                              | 3        |
| El-Kanemi Warriors                            | 3        |
| Kano Pillars                                  | 2        |
| Abiola Babes                                  | 2        |
| Akwa Utd                                      | 2        |
| Julius Berger                                 | 2        |
| Leventis United                               | 2        |
| Marine                                        | 2        |
| Calabar                                       | 1        |
| Ifeanyi Ubah                                  | 1        |
| Kaduna United                                 | 1        |
| Lagos PAN Bank                                | 1        |
| Lagos UAC                                     | 1        |
| Lobi Stars                                    | 1        |
| Niger Tornadoes                               | 1        |
| Ocean Boys                                    | 1        |
| Plateau Utd                                   | 1        |
| Police                                        | 1        |
| Wikki Tourists                                | 1        |
| Bayelsa United                                | 1        |
| Kwara Utd                                     | 1        |